# Andrej Fekonja
Andrej Fekonja, slovenski rimskokatoliški duhovnik in literarni zgodovinar, * 30. november 1851, Negova, † 17. oktober 1920, Šoštanj.

## Življenje in delo
Rodil se je očetu Jožefu in materi Julijani (roj. Kurnik). Po končani ljudski šoli v rojstnem kraju za prve tri razrede gimnazije ni znano kje jih je naredil, 4.–7. razred je končal v Celju (1868–1871), 8. razr. z maturo v Mariboru (1872), kjer je tudi študiral bogoslovje in bil 1876 posvečen v duhovnika. Kaplanoval je po raznih župnijah (1876-1892), postal 1892 župnik v Bučah, kjer je služboval do upokojitve 1899, ko se je nastanil v Šoštanju.
Začetki njegovega pisateljevanja so še pod vplivom ilirizma: želel je, da bi se Slovenci v književnosti pridružili Hrvatom in svoje prve članke piše v srbohrvaščini, (npr. o V. Karadžiću, 1875); šele počasi mu je dozorelo prepričanje, da bi bilo tako početje pri obstoječih razmerah »nevarno za obstanek našega naroda«. V literarnih raziskovnjih ga je predvsem zanimal rojak Stanko Vraz, čigar obsežno biografijo je po njegovih delih in pismih ter raznih tiskanih virih (Trstenjak, Petračić, Marković) sestavil. (Zora, 1876, 1877; Slovenski narod, 1879). Prikazal je Vraza kot slovenskega pesnika in pisatelja (Kres, 1883) in nabiratelja slovenskih narodnih pesmi.